# Luis Alberto Rico Samaniego
Luis Alberto Rico Samaniego (Ciudad de México, Distrito Federal, 9 de noviembre de 1938, 86 años) es un  ingeniero y político mexicano, miembro del Partido Acción Nacional, ejerció como diputado Federal y senador de la República por el estado de Coahuila.
Luis Alberto Rico es ingeniero mecánico administrador egresado del Instituto Tecnológico y de Estudios Superiores de Monterrey y tiene una Maestría en Administración con especialidad en finanzas en la Universidad Autónoma de Nuevo León. Trabajó durante 20 años en diferentes subsidiarias de Grupo Peñoles y ejerció la docencia en el ITESM.
Miembro del PAN desde 1985 ocupó varios cargos en el Comité Estatal de Coahuila, y fue elegido diputado federal a la LVI Legislatura de 1994 a 1997 y senador de 2000 a 2006.
- Datos: Q5982693